# 述異記 (任昉)
述异记，志怪小说集，题为南朝梁任昉作。
述异记是记述神怪灵异、鬼神方伎、远古神话传说、地理风俗之笔记。任昉，字彦升，南朝乐安博昌（今山东省寿光市）人。曾仕南朝宋、南朝齐、南朝梁三朝。任昉《述异记》分上、下两卷，不见於唐朝之前史志著录，亦不见任昉本传记载，且书中有记任昉卒后事，仅《初学记》引有任昉《述异记》。如书中“地生毛”条明言北齐河清年号，“洛子渊”条明言北魏孝昌年号，时间皆在任昉卒年梁天监七年之后。内容多剽窃别书。《四库全书总目提要·卷142》推论为唐宋间人剽剟汉、魏、六朝诸志怪小说所伪托而成。李剑国在《唐前志怪小说史》中经推论考证仍认为任昉所撰是可信的。《初学记》已引用任昉的《述异记》，可见唐代已有此书。后人杂采类书所引《述异记》，益以它书杂记，足成卷帙。并非任昉原本。
《述异记》大抵掇拾古代笔记、小说而成。《述异记》凡三百零五则，内容庞杂，书中多记动植物产、山川泉石、园林楼台、古迹遗址，间杂神话、历史故事和怪异传说。与《博物志》近似，故事性较差。《述异记》采录旧籍，着眼于异闻传说，以广览博收见长。书中往往将古代神话演绎翻新。例如，作者罗列古代关于盘古开天的神话。此外，在任昉之前，尚有南朝齐祖冲之的《述异记》十卷。唐宋类书，有所引用，或与任昉《述异记》有混。据缪荃孙《艺风堂文续集》卷六《影宋本述异记跋》云，钱塘丁氏八千卷楼藏有影宋抄本《述异记》二卷，与今本内容全同而仅文字小异。《稗海》《汉魏丛书》《广汉魏丛书》《增订汉魏丛书》《龙威秘书》《百子全书》《说库》有收录。《说郛》《五朝小说》俱有节录。被《四库全书总目提要》归于小说类琐语之中。有《古今逸史》等丛书本。
又清朝康熙时东轩主人撰同名书一部《述异记》笔记，所记多为清初轶闻，也间杂颇多神怪故事。

## 相关
- 《述異記 (祖沖之)》
- 述異記 (东轩主人)（日语：述異記 (東軒主人)）